# تورو سول تراسيمينو
'بريتورو سول تراسيمينو (بالإيطالية: Tuoro sul Trasimeno)‏ هي بلدية في مقاطعة بيرودجا في إقليم أومبريا في إيطاليا.

## السكان
في سنة 1861 بلغ عدد السكان 2٬665 نسمة، وتطور العدد ليصل في سنة 2011 لـ 3٬850 نسمة.
يظهر هذا المخطط البياني تطور النمو السكاني لـ تورو سول تراسيمينو

## توأمة
لتورو سول تراسيمينو اتفاقيات توأمة مع:
- آمونهبورغ